# Томас Фіцджеральд, 7-й граф Кілдер
Томас Фіцморіс Фітцджеральд (англ. Thomas FitzGerald, 7th Earl of Kildare; біля 1421 — 25 березня 1478) — VII граф Кілдер — ірландський аристократ, лорд, граф, державний діяч, пер Ірландії, лорд-юстиціарій Ірландії, лорд-канцлер Ірландії, Великий граф Кілдер.

## Життєпис

### Історичний фон
Томас ФіцМоріс ФітцДжеральд був сином Джона ФітцДжеральда — де-юре VI графа Кілдер та його дружини Маргарет де ла Герн. Джон ФітцДжеральльд на прізвисько Шаун Кам (ірл. — Shaun Cam) — «Горбатий Джон» повинен був успадкувати титули та маєтки свого брата — Джеральда ФітцДжеральда — V графа Кілдер, але не зміг цього зробити: йому на заваді став могутній магнат Джеймс Батлер — IV граф Ормонд, зять V графа Кілдер. Тому Джон ніколи не володів своїми маєтками і титулами.

### На службі королю Англії
Томас ФітцДжеральд отримав посаду лорд-юстиціарія Ірландії в 1454 році, потім ще раз отримав цю посаду в період 1461—1470 років. У 1463 році він отримав посаду лорд-канцлера Ірландії, займав цю посаду до 1468 року. За указом короля Англії Едварда IV йому було дозволено в знак королівської милості володіти титулом лорд-канцлера Ірландії пожиттєво і отримувати відповідне жалування, виконувати деякі з функцій лорд-канцлера аж до своєї смерті.
Томас був ще молодою людиною, коли успадкував титули і маєтки, що належали його батькові по праву. Це відбулось десь біля 1434 року — точна дата смерті його батька невідома. Але знадобилося кілька років, щоб перемогти IV графа Ормонд, що претендував на його спадок. У 1455 році Томас отримав посаду заступника лорд-намісника Ірландії — Річарда , герцога Йоркського. Томасу вдалося зробити парламент Ірландії реальною законодавчою владою, а не маріонеткою в руках королів Англії. Томас чотири рази скликав парламент Ірландії, парламент отримав законодавчу незалежність і від королів Англії і від парламенту Англії. Зокрема, він скликав парламент Ірландії в Дрогеда в 1460 році, коли Томас обіймав посаду лорд-юстиціарія Ірландії.
Томас та його двоюрідний брат Томас ФітцДжеральд — VII Десмонд були розумними і цивілізованими людьми, патріотами Ірландії. Практично їм двом належала влада в Ірландії, вони намагалися правити Ірландією розумно, намагались досягти повної автономії для Ірландії. Граф Десмонд намагався заснувати в Дрогеда університет, але зазнав невдачі. У 1468 році граф Десмонд та граф Кілдер були заарештовані, їх землі були конфісковані. Граф Десмонд був засуджений до смертної кари за «державну зраду» і втратив голову на ешафоті в Дрогеда 14 лютого 1468 року у віці 42 років. Томас — граф Кілдер втік до Англії. В Ірландії після цих подів почався хаос, Ірландія стала абсолютно некерована. Володіння короля Англії скоротилися до околиць міста Дубліна — решту території контролювали або ірландські клани, або нащадки норманських баронів та графів, що стали фактично незалежними. Король Англії Едвард IV зрозумів, що тільки граф Кілдер зуміє втримати Ірландію під контролем. Засудження Геральдинів було скасовано, титули і маєтки повернені. Томас ФітцДжеральд отримав посаду заступника лорд-намісника Ірландії — Джорджа Плантагенета — І герцога Кларенс з 1470 року аж до своєї смерті. Томас займався питаннями англійських колоністів в Ірландії, обороною Пейлу — англійської колонії в Ірландії, що тоді займала тільки невелику територію навколо Дубліна. У 1474 році Томас заснував Братство Святого Георгія — військову гільдію, що займалася обороною Пейлу і став першим капітаном цього братства.

## Спадщина
У свій час король Англії у відповідь на слова звинувачення: «Вся Ірландія не може впоратись з цим ФітцДжеральдом!» відповів: «Якщо вся Ірландія не може ним керувати, тоді хай він керує Ірландією!» Його влада і вплив в Ірландії були гастільки вагомими, що його назвали Великий граф Кілдер. Після Томаса ФітцДжеральда — VII графа Кілдер ФітцДжеральди стали настільки могутніми, що фактично правили Ірландією, наполегливо домагалися повної автономії для Ірландії і навіть незалежності, думали навіть про корону Ірландії, бо вони були родичами королів Англії з династії Тюдорів, але всі ці спроби зазнали невдачі.

## Родина

### Шлюб
Томас ФітцДжеральд перший раз одружився з Дороті О'Мор — дочкою Овні О'Мора — вождя клану Лейкс. З нею у нього був син Джон. Але потім цей шлюб був анульований з політичних міркувань і він одружився зі своєю родичкою — леді Джоан — дочкою Джеймса ФітцДжеральда — VI графа Десмонд. Колишню дружину він відправив додому, до батька, що викликало обурення серед ірландських кланів, які після цього здійснили напад на графство Кілдер, зруйнували замки, спалили поселення англійських колоністів. Джон став предком багатьох аристократичних родин в Ірландії.

### Діти

#### Від першого шлюбу з Дороті О'Мор
- Джон ФітцДжеральд — відомий як Шейн ФітцДжеральд Осберстоун — одружився з Маргарет Флатесбарі — старшою дочкою Джеймса Флатесбарі та Еленор Воган. У цьому шлюбі було три сини: 1) Джеральд МакШейн ФітцДжеральд Осберстоун — він став предком роду ФітцДжеральд Осберстоун. 2) Раймонд (Редмонд) ФітцДжеральд — предок родів ФітцДжеральд Ратанган та Тімахо, Еллістоун, Нерн, Дріннанстоун, Клонбуллодж. 3) Річард ФітцДжеральд Бранстоун — предок родів Браунстоун, Айріштаун, Кілданган, Волтерстоун.

#### Від другого шлюбу з леді Джоан
- Сер Томас ФітцДжеральд Лакках — лорд-канцлер Ірландії, помер у 1487 році, убитий в битві під Сток
- Сер Джеймс Фітцджеральд
- Леді Елінор Фітцджеральд — пом. 14 листопада 1497 року — одружилась з Конном Мором О'Нілом — королем Ольстера. У них був син: Конн Баках О'Нейлл
- Леді Енн ФітцДжеральд
- Джеральд Фітцджеральд — VIII граф Кілдер, відомий як «Великий граф Кілдер», один із найсильніших магнатів тодішньої Ірландії.